# Santa Rússia

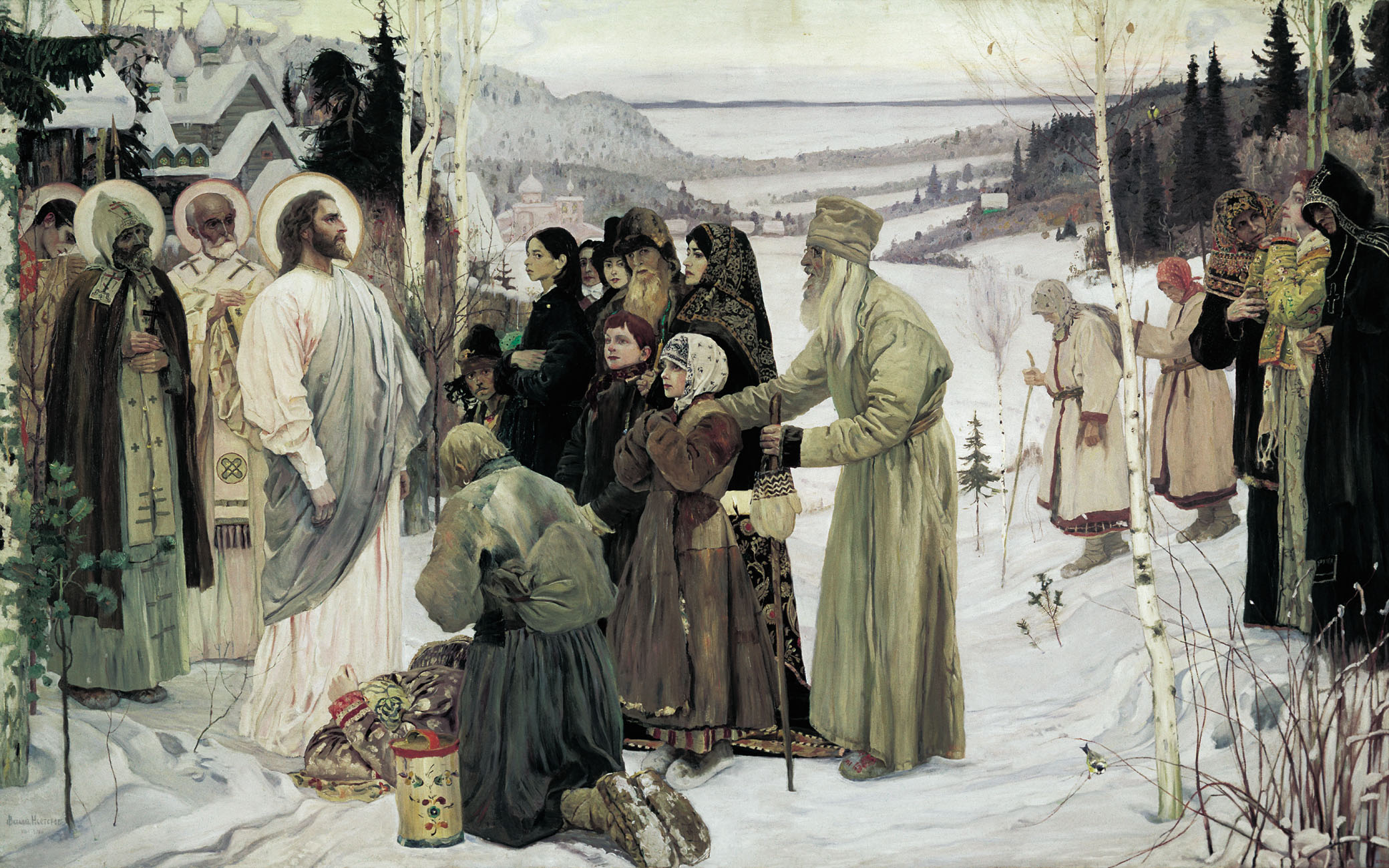
"Santa Rus". Pintura de Mikhail Nesterov (1901-1906)

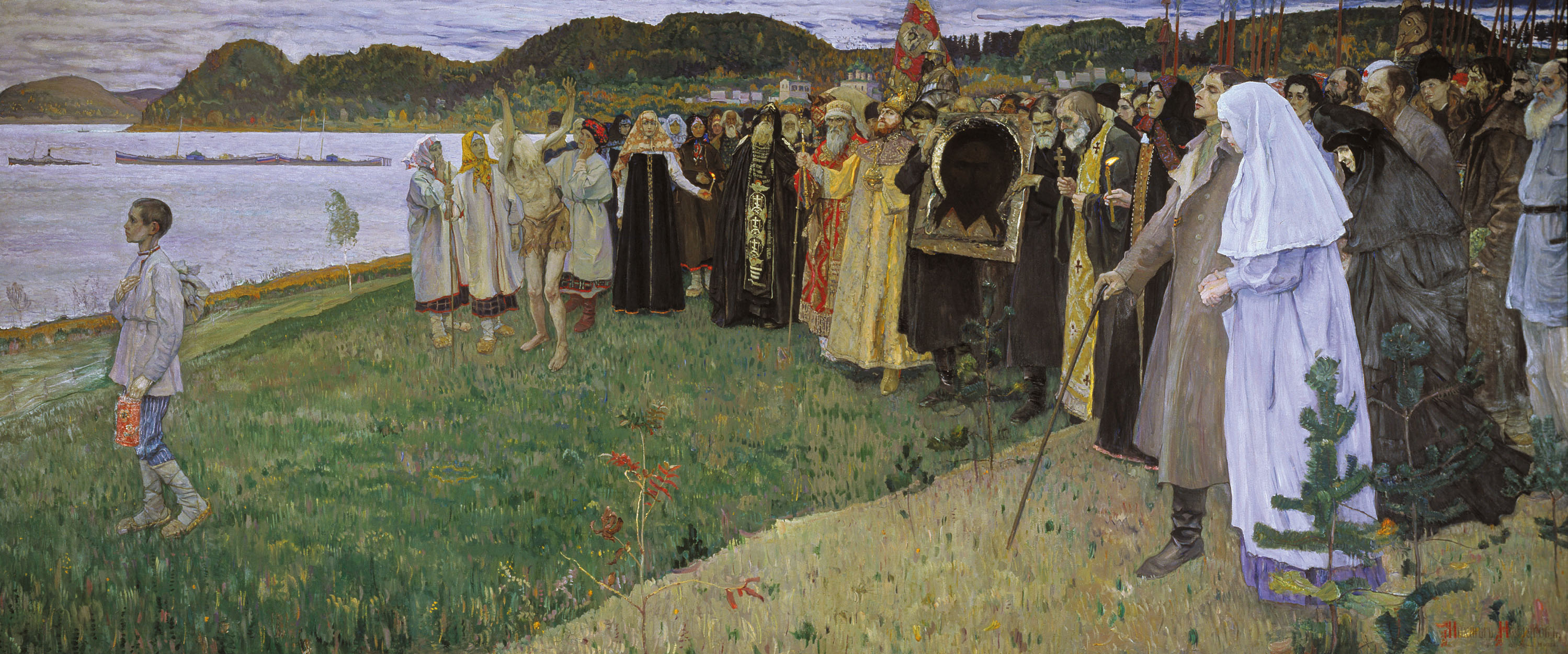
"Alma do Povo". Pintura de Mikhail Nesterov (1915-1916)

Santa Rus' ou Santa Rússia (em russo:  Святая Русь, transl. Svyatáya Rus) - o Reino dos Céus, o Czarado eterno de Deus no Céu e na Terra, é um importante conceito religioso e filosófico que surgiu e se desenvolveu dos séc. VIII ao XXI na Europa Oriental e Eurásia Central.
A Rússia Sagrada, na literatura russa, no folclore, na poesia, na linguagem popular e literária, é a terra russa, escolhido por Deus para ser salva e iluminada pela Fé Ortodoxa, e o espaço metafísico, a união dos cristãos ortodoxos centrados na Jerusalém Celestial. O que distingue a Santa Rússia dos demais lugares não é a geografia, o Estado ou a etnia, mas a Ortodoxia.
Paráfrases do mesmo conceito são ideias de "Rússia - Novo Israel", "Rússia - A Terceira Roma", "Rússia - O Reino Ortodoxo", etc.  A expressão Santa Rússia ("Santa e Grande Rússia", "Terra Sagrada da Rússia", etc.) é conhecida desde o séc. VI, mas o conceito de santidade da Rússia apareceu antes na vida cotidiana russa. O conceito de Santa Rus' está presente na consciência folclórica desde o início do séc. XVII. Nos séc. XVIII-XIX, a Santa Rússia também se torna um dos temas do folclore russo. Na cosmovisão popular, a Rússia terrena e transitória é transformada na Rússia eterna e imutável, o Reino de Cristo, a Jerusalém Celestial. O povo russo é considerado o povo da Santa Rússia, ou seja, o povo de Deus. Mais tarde, o atributo de santidade, atribuído pela consciência cristã medieval à Igreja, é transferido para o país e para a “nação” (protonação). A Santa Rússia também é conhecida no folclore ucraniano.
De acordo com o filólogo e culturologista Sergei Averintsev, não existe uma ideia nacional por detrás dos termos "Santa Rússia" e "Santa Terra Russa". A Santa Rússia não tem características locais. Trata-se quase de uma categoria cósmica, que inclui o Éden do Antigo Testamento, a Palestina evangélica e o mundo inteiro sob o domínio da verdadeira fé, incluindo o paraíso. De acordo com o historiador eslavista Mikhail Dmitriev, não existem análogos completos aos discursos sobre a Santa Rússia nas culturas cristãs ocidentais.

## História
Este conceito religioso desenvolveu-se através dos tempos em estreita conexão com o cristianismo ortodoxo russo, que não pode ser entendido completamente sem a ideia da Santa Rus'.
A ideia da Santa Rus' pode ser explicada como a ideia de Reino dos Céus bem conhecida por todos os cristãos ao redor do mundo, mas desenvolvida nas realidades da sociedade da Eurásia Central sob a forte influência da antiga cultura cristã ortodoxa eslava oriental.
A ideia teve grande impacto no surgimento e desenvolvimento de muitos Estados e sociedades na Europa Oriental e na Eurásia Central ao longo dos séculos: o Antigo Principado de Rus (a Rússia de Kiev), os Principados Russos na estrutura estatal do Império Mongol, Império da Grande Horda, o Czarado Russo e o Império Russo dos séculos XVI e XX e até mesmo sobre o surgimento e desenvolvimento da União Soviética que deu origem ao repúblicas russas, ucranianas e bielorrussas modernas.[carece de fontes?]

### Na Igreja Russa
No início do séc. XX, a "Santa Rússia" refletiu-se na hinografia eclesiástica. O Arcipreste Elias Gumilevsky escreveu as seguintes palavras no seu Serviço ao santo mártir Patriarca Hermógenes: "A Deus seja dada a glória, e a ti, Hieromártir Hermógenes, seja para sempre regozijar na luz da sua face e rezar para que a santa Rússia não pereça". O serviço foi publicado no Outono de 1916. Em 1918, o hieromonge Atanásio Sakharov e o professor da Universidade de Petrogrado Boris Turaev inseriram no Serviço a todos os santos russos um hino que se tornou célebre: "Santa Rússia, guarda a Fé Ortodoxa!“.[carece de fontes?]
Schema-Arquimandrita Laurêncio de Chernigov aconselhou seus filhos espirituais a lembrarem que “Ucrânia, Rússia, Bielorrússia - juntas somos a Santa Rússia! ", expressando assim a ideia da trindade da Antiga Terra Russa.[carece de fontes?]
No período pós-soviético, a Igreja Ortodoxa Russa usou ativamente o conceito de Santa Rússia na luta por um único espaço canônico. Em particular, o Patriarca de Moscou e Toda a Rússia Cirilo, em conexão com o conceito do mundo russo, disse repetidamente que “Rússia, Ucrânia e Bielorrússia são a Santa Rússia!”.

De acordo com o Metropolita Hilarião Kapral:
Como filhos e filhas da Igreja Ortodoxa Russa, somos todos cidadãos da Rússia Sagrada. Quando falamos da Rússia Sagrada, não estamos falando da Federação Russa ou de qualquer sociedade civil na Terra; em vez disso, é um modo de vida que foi passado para nós através dos séculos por grandes santos da Terra Russa como o Santo Grande Príncipe Vladimir e a Grande Princesa Olga, Venerável Sérgio de Radonezh, Jó de Pochaev, Serafim de Sarov, e mais recentemente, os incontáveis Novos Mártires e Confessores do século XX. Esses santos são nossos ancestrais, e devemos olhar para eles para instruções sobre como bravamente confessar a Fé, mesmo quando enfrentamos perseguição. Não há nenhuma conquista em simplesmente chamar-se de "russo:" para ser um russo genuíno, deve-se primeiro tornar-se ortodoxo e viver uma vida na Igreja, assim como nossos antepassados, os fundadores da Santa Rússia!
Por outro lado, o famoso teólogo Metropolita João Snychev acreditava que a Santa Rússia não pode ser compreendida geograficamente, pois este é o lugar “onde se realiza o sacramento da economia da salvação humana”. A Santa Rússia é o lugar onde caminha a Mãe de Deus e São Jorge, o Vitorioso.

## Uso recente
O conceito de Santa Rússia recebeu um novo significado em conexão com a discussão entre os Patriarcados de Moscou e Constantinopla sobre a questão dos direitos canônicos ao território da Ucrânia. O Patriarcado de Constantinopla procede do fato de que a Ucrânia é seu território canônico, portanto tem todo o direito de conceder independência à Igreja ucraniana. Moscou, negando esse direito, declara que a Ucrânia é o território canônico da Igreja Ortodoxa Russa. Como argumento a seu favor, o Patriarcado de Moscou usou o conceito de Santa Rus'.

Em conexão com os planos do Patriarca Bartolomeu de Constantinopla para conceder autocefalia à Igreja Ortodoxa Ucraniana do Patriarcado de Kiev, o Patriarca Cirilo de Moscou referiu-se ao conceito de Santa Rússia:
A unidade espiritual da Sagrada Rus' não pode ser quebrada. E se isso acontecer, não se sabe o que acontecerá com a Igreja Ortodoxa em geral, porque a unidade espiritual da Sagrada Rus' é algo que impede muitos de adorar o mal.
O Patriarca Bartolomeu de Constantinopla, por sua vez, apontou a incompetência das reivindicações de Moscou à supremacia canônica no território da Ucrânia, a partir de meados do século XVII:
Tomos, que proclama Moscou um patriarcado, não inclui a região da atual Metrópole de Kiev sob a jurisdição de Moscou... Interferência não canônica nos assuntos de Kiev, a que Moscou recorria de tempos em tempos, e tolerância por parte de o Patriarcado Ecumênico em anos anteriores não justificam uma única violação eclesiástica.